# Aeneonaenaria minuta
Aeneonaenaria minuta är en stekelart som beskrevs av Heinrich 1974. Aeneonaenaria minuta ingår i släktet Aeneonaenaria, och familjen brokparasitsteklar. Inga underarter finns listade.